# الطاقة الشمسية في قبرص

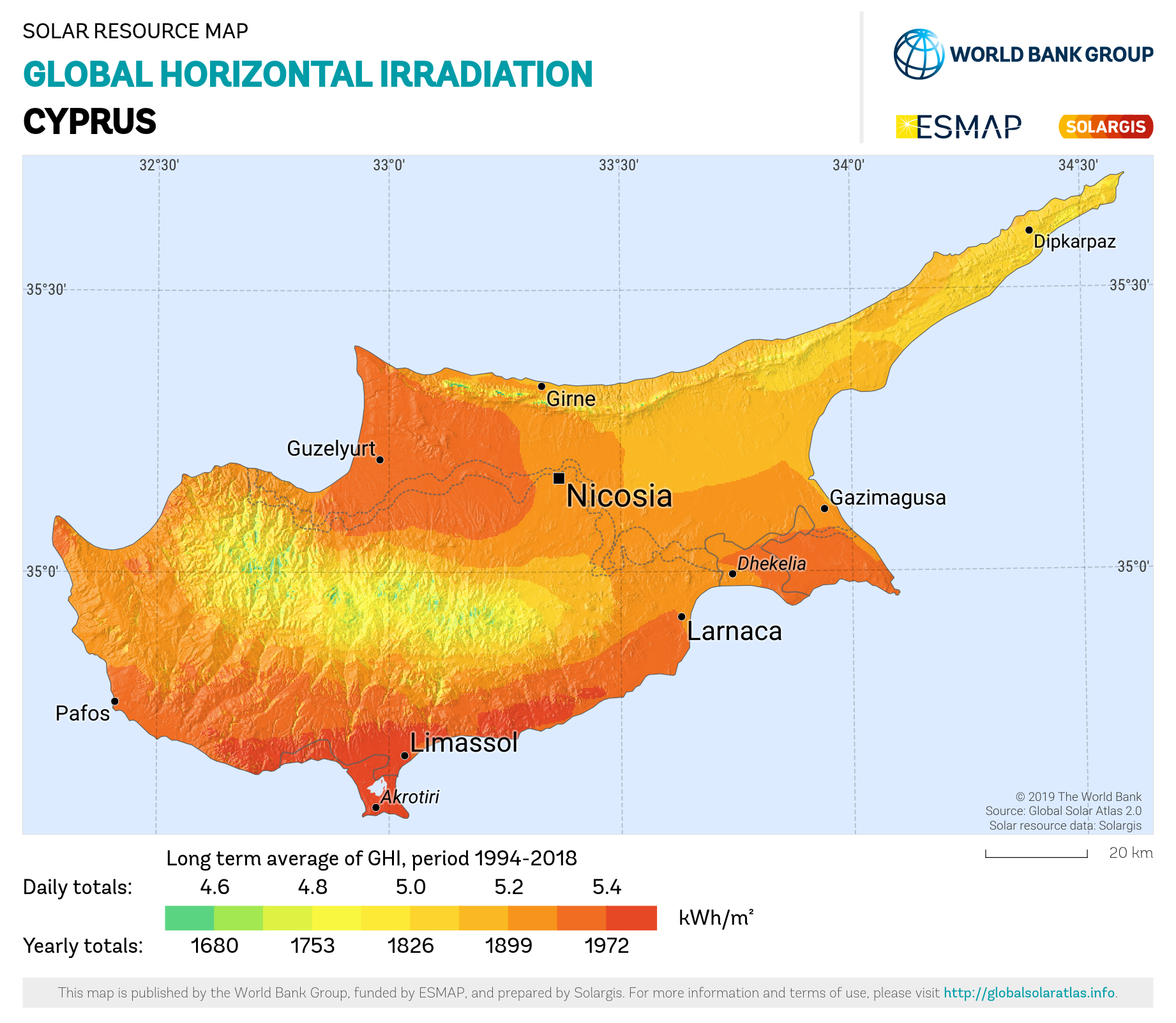
إمكانات الطاقة الشمسية في قبرص

تتوفر الطاقة الشمسية في قبرص (بالإنجليزية: Solar power in Cyprus)‏ أكثر مما هي عليه في جميع أنحاء أوروبا تقريبًا. الهدف القبرصي للطاقة الشمسية بما في ذلك كل من الخلايا الكهروضوئية والطاقة الشمسية المركزة هو تجميع 7% من الكهرباء بحلول عام 2020، والتي ستكون واحدة من أفضل الأسواق في أسواق الاتحاد الأوروبي. الأهداف المعنية هي إسبانيا 8% وألمانيا 7% واليونان 5% والبرتغال 4% ومالطا 1%.
تستخدم أنظمة التدفئة الشمسية النشطة الطاقة الشمسية لتسخين المياه، ثم نقل الحرارة الشمسية مباشرةً إلى المساحة الداخلية أو إلى نظام تخزين لاستخدامها لاحقًا، كان نصيب الفرد من التدفئة الشمسية في عام 2010 هو الأعلى في قبرص من بين جميع الدول الأوروبية: 611 واط للفرد، كانت القيمة المقابلة في أعلى دول الاتحاد الأوروبي الأخرى: النمسا 385 واط واليونان 253 واط وألمانيا 120 واط. وقد كان أدنى مستوى في نفس العام في الاتحاد الأوروبي، مع ارتفاع فرص الطاقة المحلية غير المستخدمة، في فنلندا 4 واط ولاتفيا 3 واط وإستونيا 1 واط وليتوانيا 1 واط. بالمقابل كانت القيمة في دولة إسكندنافية كالدنمارك 68 واط.
| عام                   | المثبتة (ميغاواط ع) | المجموع (ميغاواط ع) | توليد (غيغاواط ساعة) |
| --------------------- | ------------------- | ------------------- | -------------------- |
| 2009                  | 1.1                 | 3.3                 | 2.9                  |
| 2010                  | 2.9                 | 6.2                 | 5.6                  |
| 2011                  | 3.8                 | 10.1                | 12.0                 |
| 2012                  | 7.2                 | 17.3                | 20.0                 |
| 2013                  | 17.5                | 34.8                | 45.8                 |
| 2014                  | 30.0                | 64.8                | 104.0                |
| المصدر : PV Barometer |                     |                     |                      |

أفادت هيئة الكهرباء في قبرص أن 2196 أسرة قامت بتركيب ألواح شمسية على أسطح المنازل في الأشهر السبعة الأولى من عام 2020، على الرغم من جائحة فيروس كورونا العالمية وما يرتبط بها من اضطراب مالي واقتصادي واجتماعي. في حين أن هذا يسير على الطريق الصحيح ليكون أكبر عدد من التركيبات في عام (كان في السابق 5083 نظامًا مثبتًا في عام 2014)، من المقرر أيضًا أن يحطم عام 2020 الرقم القياسي السابق للقدرة الإضافية، والذي يبلغ حاليًا 15.3 ميجاوات. تم تحقيق هذا الرقم القياسي أيضًا في عام 2014.
العدد الإجمالي للأسر التي لديها خلايا كهروضوئية هي 16،546 أسرة اعتبارًا من سبتمبر 2020. يمكن العثور على شركات الطاقة الشمسية والتركيب في جميع المدن الرئيسية في جميع أنحاء الجزيرة، بما في ذلك نيقوسيا (العاصمة) وليماسول ولارنكا وفاماغوستا وبافوس.
على الرغم من النظرة المتفائلة على ما يبدو للطاقة الشمسية في قبرص، فإن استجابة الحكومة الشاملة لتوجيه الاتحاد الأوروبي للطاقة المتجددة كان أقل من ممتاز. أعيدت خطة قبرص الوطنية للطاقة والمناخ للفترة 2021-2030 عدة مرات باعتبارها غير كافية. كانت هناك أيضًا ادعاءات من المسؤولين الحكوميين حول تزوير البيانات من أجل تحقيق أهداف مصادر الطاقة المتجددة لعام 2020.

## أكبر محطات الطاقة الكهروضوئية
| المحطة                               | القدرة في الذروة (ميغاواط) | بدء التشغيل | ملاحظات                                                                        |
| ------------------------------------ | -------------------------- | ----------- | ------------------------------------------------------------------------------ |
| محطة فسليكو سيمنت للطاقة الكهروضوئية | 8                          | 2020        | تقع في منطقة أمالاس وتغطي ما يقرب من 10% من احتياجات فسليكو سيمنت من الكهرباء. |